# Richard Winters
Richard D. Winters, detto Dick (Lancaster, 21 gennaio 1918 – Hershey, 2 gennaio 2011), è stato un ufficiale statunitense.
Durante la seconda guerra mondiale per un breve periodo comandò la Compagnia Easy, resa celebre da Stephen Ambrose nel libro Banda di fratelli e nell'omonima serie televisiva prodotta da Steven Spielberg e Tom Hanks del 2001 che da esso è tratta, trasmessa per la prima volta in Italia nel 2003. In seguito divenne comandante dell'intero 2º Battaglione del 506º Reggimento di Fanteria Paracadutista della 101ª Divisione Aviotrasportata.

## Biografia
Richard Davis Winters nacque a Lancaster in Pennsylvania il 21 gennaio 1918, da una famiglia di religione mennonita, figlio di Richard Sr. ed Edith Winters. Frequentò le scuole superiori locali e si laureò in economia politica al Franklin and Marshall College. Fu chiamato alle armi in seguito all'attacco di Pearl Harbor del 7 dicembre 1941.
Winters partecipò a numerose operazioni durante il secondo conflitto mondiale, quali l'Operazione Overlord e l'Operazione Market Garden, oltre ad aver combattuto nella battaglia delle Ardenne nella quale le truppe alleate bloccarono l'ultima grande offensiva sul fronte occidentale della Germania nazista.

### L'addestramento
Entrato nell'esercito degli Stati Uniti nel 1941, seguì l'addestramento base da soldato semplice, ma viste le sue ottime qualità, venne indirizzato all'Accademia Militare a Fort Benning, in Georgia. Qui incontrò Lewis Nixon, che divenne suo amico e rimase al suo fianco per tutta la durata della seconda guerra mondiale nella 101ª Divisione Aviotrasportata. Dopo la promozione a sottotenente, in seguito al completamento degli studi accademici, Winters si arruolò volontario nei paracadutisti e fu mandato a Camp Toccoa dove assunse il comando del 2º Plotone della Compagnia Easy, allora sotto il comando del capitano Herbert Sobel.
In seguito Winters, nel frattempo promosso al grado di tenente, e la sua Compagnia, furono trasferiti di guarnigione nel villaggio di Aldbourne, in Inghilterra, in vista dello sbarco in Normandia, chiamato anche Operazione Overlord. A causa della dimostrata incompetenza tattica, il capitano Sobel fu sollevato dall'incarico di comando della Compagnia Easy che passò al tenente Thomas Meehan.

### Il D-Day
Il 6 giugno 1944 il C-47, con a bordo il tenente Meehan ed il gruppo di comando, fu colpito dalla contraerea tedesca e si schiantò uccidendo tutti i soldati che trasportava. Per questa causa il comando della Compagnia passò automaticamente al tenente Winters, che era l'ufficiale più anziano in grado, e che, nella stessa notte, era stato paracadutato in Normandia scendendo nei pressi di Sainte-Mère-Église, ben lontano dall'obiettivo assegnato alla Compagnia Easy. Il compito attribuitole nell'Operazione Chicago era infatti di dirigersi verso Sainte-Marie-du-Mont dove, una volta riunitasi con le altre compagnie, avrebbe dovuto attaccare le truppe naziste che costituivano la retroguardia della difesa tedesca di Utah Beach.

### L'assalto al maniero di Brécourt
La mattina seguente, Winters guidò un manipolo di uomini per distruggere alcuni cannoni da 105 mm posizionati presso il maniero di Brécourt, la principale uscita da Utah Beach. Dimostrando grandi attitudini al comando e conoscenze tattiche, Winters, con minime perdite, riuscì a distruggere l'artiglieria nemica. Inoltre riuscì ad impossessarsi di una mappa sulla quale erano indicate tutte le postazioni nemiche nei pressi di Utah Beach.
Con quest'azione ben riuscita, che rappresenta ancora oggi un eccellente esempio di tattica militare studiato dagli allievi dell'Accademia Militare di West Point, fu raccomandato per la Medal of Honor, ma gli fu conferita solo una Distinguished Service Cross, la seconda decorazione più importante dell'Esercito degli Stati Uniti per il valore in combattimento. L'unica Medal of Honor assegnata durante l'invasione della Normandia fu quella al Tenente Colonnello Robert G. Cole, che rimase ucciso durante l'operazione Market Garden nel settembre del 1944.

### L'Operazione Market Garden e la campagna nei Paesi Bassi
Proprio Market Garden, un'ambiziosa operazione militare finalizzata alla conquista dei Paesi Bassi e di alcune regioni meridionali della Germania, voluta dal Generale Bernard Law Montgomery, fu la successiva prova del fuoco per la Compagnia Easy. Nonostante l'operazione si rivelò un completo fallimento per gli alleati, in seguito alle numerose perdite subite in termini di uomini ed equipaggiamenti a causa di una pianificazione troppo affrettata, Winters riuscì a distinguersi in battaglia, dirigendo un attacco contro due compagnie di SS, che raggiungevano un totale di 200 uomini, con un manipolo di soldati di solo 20 uomini.
Durante la campagna nei Paesi Bassi il tenente Winters fu promosso al grado di capitano divenendo l'ufficiale esecutivo (XO) della Compagnia Easy.

### La battaglia delle Ardenne
Il 16 dicembre 1944 i tedeschi lanciarono una disperata controffensiva per la riconquista del fronte occidentale, ormai nelle mani degli alleati. Il 2º Battaglione e la Compagnia Easy, il primo comandato da Winters e la seconda dal tenente Norman Dike, furono schierati a nord-est di Bastogne presso la città di Foy. Nell'assedio di Bastogne le due unità furono obbligate a combattere contro le unità d'élite dell'esercito tedesco e costrette ad indietreggiare più volte a causa della spietata controffensiva nazista. In seguito, l'unità del capitano Winters conseguì un vittorioso attacco presso la città di Foy, che, unito a tutte le vittoriose offensive della Terza Armata statunitense, costrinse i tedeschi alla ritirata. Dopo il successo, seppur di strettissima misura, dell'esercito, il capitano Winters fu promosso al grado di maggiore con il quale rimase fino alla fine della guerra.

### I campi di concentramento
Il 29 aprile la compagnia si fermò a Buchloe, (Monaco) ai piedi delle Alpi Bavaresi. Qui una pattuglia in ricognizione scoprì un campo di sterminio vicino a Landsberg, sub-campo del complesso di Dachau, che confermava le voci che ormai aleggiavano da mesi: i nazisti assassinavano nei lager chi non era ariano. Le forze alleate erano a conoscenza dei lavori forzati nazisti, ma la maggior parte dei soldati credeva che le voci sui campi di concentramento fossero solo propaganda statunitense per spingere i soldati a combattere, nessuno pensava a campi di sterminio statali.
La popolazione locale non credeva che il governo tedesco avesse attuato una soluzione finale della questione ebraica: i civili non credevano nell'Olocausto. I soldati americani stessi pensavano che in questi lager vi fossero internati criminali comuni, ma quando chiedevano ai prigionieri sopravvissuti che lavoro facevano, si sentivano rispondere che questi erano musicisti, muratori, dottori, impiegati, contadini, scrittori, sarti, intellettuali e così via.
Il generale Taylor proclamò la legge marziale in tutta la città, in modo tale che ogni persona tra i quattordici e gli ottanta anni desse una mano a ripulire le macerie della città e vedesse con i propri occhi i cumuli di ebrei morti e a sgomberare il lager dagli innumerevoli cadaveri ancora lì ammassati. I civili tedeschi furono ammutoliti testimoni del genocidio avvenuto.
Il maggiore Winters in seguito scrisse di aver combattuto questo crimine contro l'umanità:
(Maggiore Richard "Dick" Winters)

### Dopo la seconda guerra mondiale

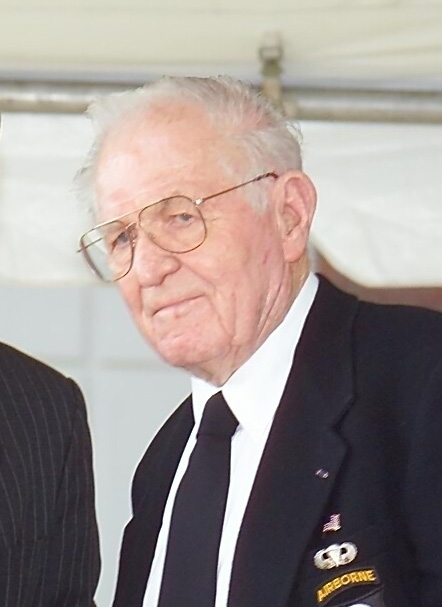
Richard D. Winters nel 2004.

Dopo la seconda guerra mondiale Winters entrò in affari con la famiglia del suo migliore amico, Lewis Nixon. Proseguì quest'attività fino alla guerra di Corea, quando venne richiamato per addestrare soldati e Rangers. In seguito a questo breve incarico, Winters si ritirò in una piccola casa in campagna, abbandonando definitivamente la carriera militare. La sua fattoria, piuttosto piccola, venne costruita da lui stesso, e lì allevò anche due figli. Partecipò in seguito ad una miniserie dell'HBO, denominata Band of Brothers e tratta dall'omonimo libro di Stephen Ambrose. Winters fu anche protagonista di numerosi libri sulla seconda guerra mondiale come The Man who Led Band of Brothers oppure Beyond Band of Brothers: The War Memoirs of Major Dick Winters.
Winters condusse una vita tranquilla nella sua fattoria e nella sua casa di Hershey, finché il libro e la miniserie Band of Brothers lo posero sotto i riflettori internazionali. Da allora, l'ex comandante della Easy Company ricevette centinaia di richieste di interviste e apparizioni in tutto il mondo. Nonostante i numerosi riconoscimenti, Winters rimase una persona umile e che ha sempre considerato se stesso come un uomo che ha fatto solamente il proprio dovere. Quando la gente gli chiedeva se si considerava un eroe, gli piaceva rispondere riportando un passaggio di una lettera scritta da un suo compagno della seconda guerra mondiale, il sergente Mike Ranney, «No, ma ho combattuto con una compagnia di eroi...».

## Morte e commemorazione

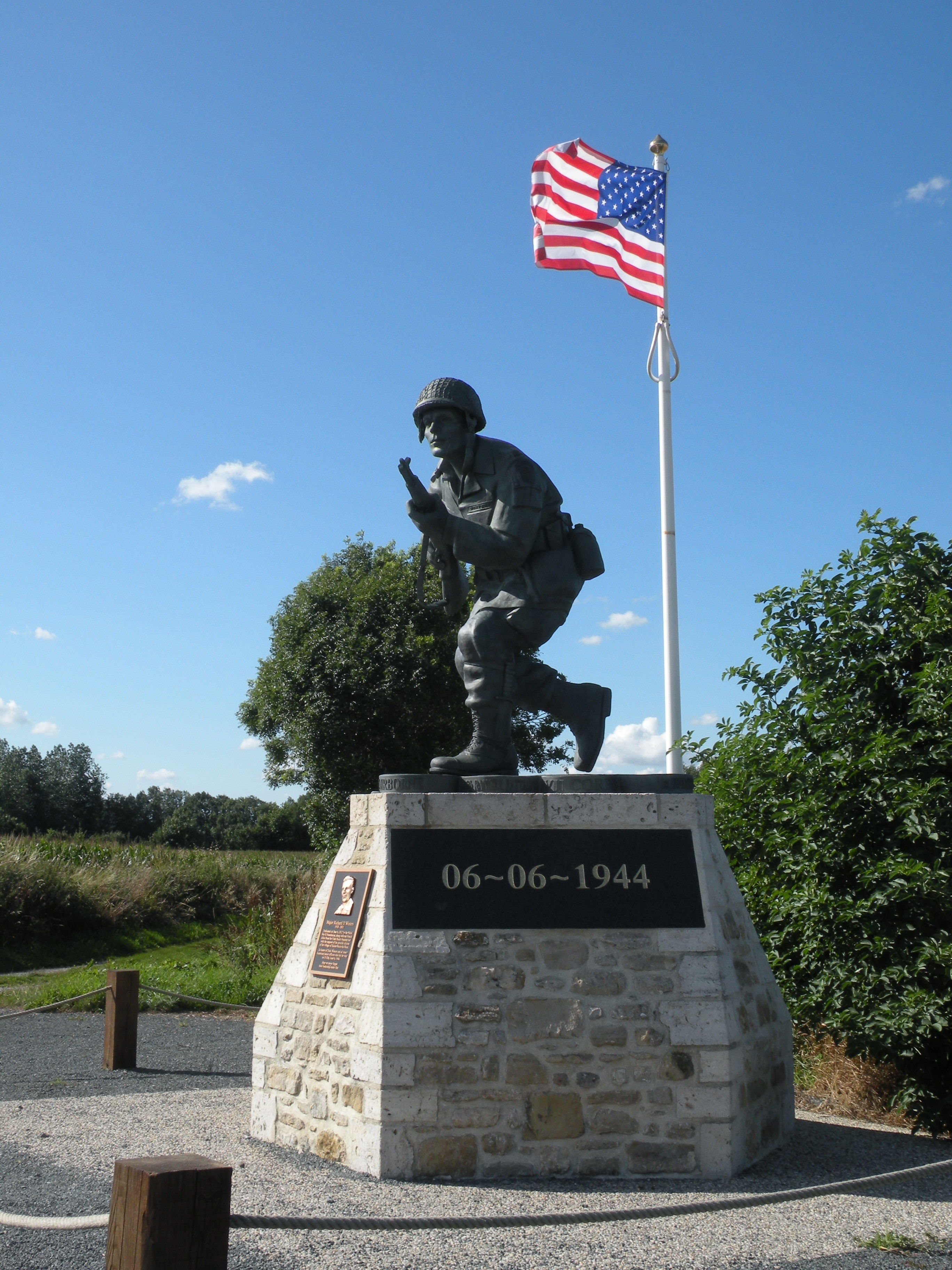
Statua di Richard Winters all'Utah Beach, Normandia, Francia

Da tempo malato di parkinson, il maggiore Winters è deceduto il 2 gennaio 2011, nella valle del Susquehanna in Pennsylvania. Come da lui richiesto il funerale si è svolto in forma privata l'8 gennaio 2011, tuttavia la famiglia ha annunciato l'intenzione di voler tenere una cerimonia commemorativa pubblica.

### Memoriali
Il 6 giugno 2012, con il 68º anniversario del D-Day, è stata fatta erigere una statua di bronzo raffigurante il maggiore Winters dello scultore Stephen C. Spears, in un piccolo villaggio di nome Sainte-Marie-du-Mont, in Francia. Lo stesso Winters acconsentì che la statua avesse la sua somiglianza, a condizione che il monumento fosse dedicato a tutti gli ufficiali minori che prestarono servizio e morirono durante lo sbarco in Normandia.
Un calco della scultura è stato posto anche ad Ephrata, Pennsylvania, in una piazza del piccolo borgo vicino alla Railroad Street e East Fulton Street, luogo in cui Winters visse dai due agli otto anni insieme alla sua famiglia. La statua fu inaugurata il 25 maggio 2015.
Alcune uniformi e cimeli del maggiore Winters della seconda guerra mondiale sono oggi esposti in due musei:
- D-Day Paratroopers Historical Center – battaglia di Normandia, Saint-Côme-du-Mont, Francia
- December 44 Museum – offensiva delle Ardenne, La Gleize, Belgio

## Nella serieBand of Brothers
Nella serie televisiva Band of Brothers - Fratelli al fronte Winters è stato interpretato da Damian Lewis. Costituisce il personaggio principale ed alcune singole puntate, compreso l'episodio finale, sono quasi interamente incentrate su di lui.
L'Ufficiale è inizialmente giudicato un po' strano dai commilitoni per il carattere riservato e alcune caratteristiche, come il rifiuto di bere alcolici, che gli derivano dall'essere mennonita. Fin dalla prima puntata, Currahee, incentrata sull'addestramento della compagnia, si distingue però per virtù morali e capacità di comando. Ciò lo pone in contrapposizione al tenente Sobel, che oltre a difetti caratteriali dimostra palesi incapacità tattiche e di comando durante l'addestramento e viene perciò riassegnato a un reparto non combattente. Il comando viene assegnato al tenente Meehan, che però perde la vita nel lancio in Normandia. Nella seconda puntata Winters si distingue in un'azione di guerra vera e propria per capacità tattiche e di leadership, guadagnandosi così definitivamente la stima dei suoi soldati.
Alla fine della quinta puntata, ambientata durante l'offensiva delle Ardenne, Winters è capitano al comando dell'intero battaglione. Nell'ottava puntata dimostra il suo lato umano e l'attaccamento ai suoi soldati, evitando uno spargimento di sangue inutile. Alla fine di essa è promosso maggiore. Le ultime due puntate si svolgono in Germania e Austria, alla fine del conflitto. La compagnia ha anche modo di vedere con i suoi occhi gli orrori di un campo di concentramento, oltre a partecipare alla presa del nido dell'Aquila e ad entrare nella casa di Herman Goering.

## Medaglie e riconoscimenti

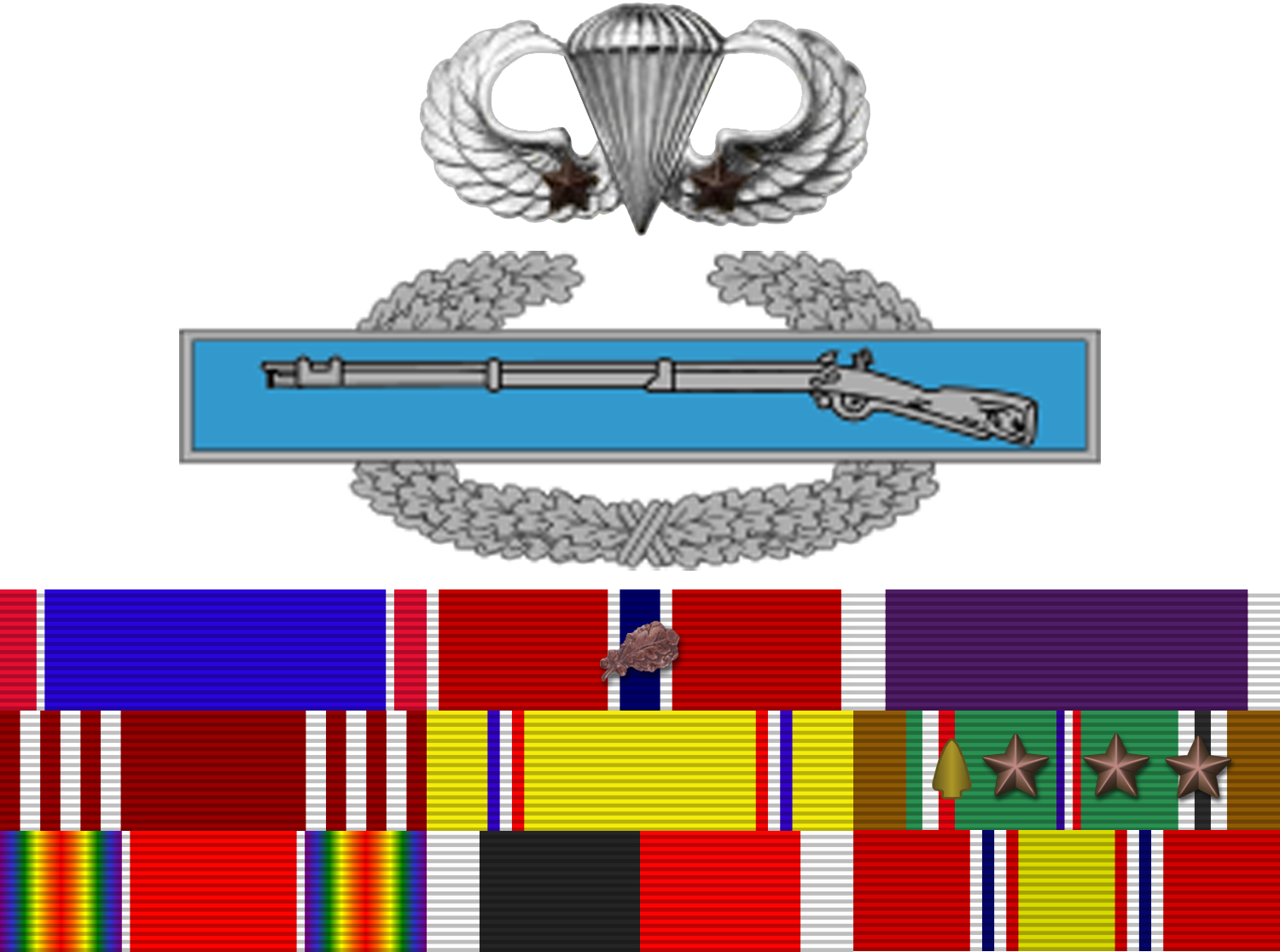
Il medagliere del Maggiore Winters